# Monks Eleigh
Monks Eleigh är en by (village) och en civil parish i Babergh, Suffolk i sydöstra England. Orten har 425 invånare (2001). Den har en kyrka.